# Ribautiana unca
Ribautiana unca är en insektsart som först beskrevs av Mcatee 1926.  Ribautiana unca ingår i släktet Ribautiana och familjen dvärgstritar. Inga underarter finns listade i Catalogue of Life.